# Jaruman
Jaruman (data urodzenia nieznana, zm. 669) – czwarty biskup Mercji.
Biskup Jaruman prawdopodobnie pochodził z Irlandii, ale kształcił się w zakonie Lindisfarne, w klasztorze założonym przez św. Aidana z Iona. W latach 662-669, za panowania króla Wulfhere, pełnił funkcję biskupa Mercji, zastępując na tym stanowisku biskupa Trumhere.
Jaruman znany jest jako gorliwy misjonarz. Wulfhere sfinansował kilka jego misji do sąsiednich państw, które dokonały apostazji i wróciły do wierzeń pogańskich. M.in. Jaruman został wysłany do Królestwa Essex, gdy na jego tronie zasiadł pogański Sighere. Celem jego misji była nie tylko chrystianizacja, ale przede wszystkim umocnienie władzy zwierzchniej mercyjskiego króla nad Essex. Misja zakończyła ise pełnym sukcesem – Essex powróciło do chrześcijaństwa, a Sighere poprzez małżeństwo z Osyth, bratanicą Wulfhere, powiązany został z mercyjską dynastią.
Po jego śmierci biskupem Mercji został św. Chad, co było podobno wyraźnym życzeniem Jarumana, wyrażonym na łożu śmierci.